# Passo Predaia
Il passo Predaia è un valico del Trentino, situato interamente nella Val di Non, a ridosso della Costiera della Mendola.
L'altitudine è di 1254 metri s.l.m. ed è raggiungibile dal paese di Sfruz, passando per la località Sette Larici, oppure da Vervò.
Nell'anno 2014 i comuni limitrofi all'altopiano hanno confermato con referendum popolare la volontà di procedere alla loro unificazione sotto il nome di Comune di Predaia, con sede a Taio.

## Sport invernali
Il passo Predaia è uno dei 3 impianti sciistici della Val di Non, gli altri sono a Ruffré-Mendola (Monte Nock) e al passo Mendola (Monte Roen).
L'impianto della Predaia è composto da uno skilift servendo 2 piste, una blu e l'altra rossa, e un tapis roulant con il campo scuola e pista per slittini e in estate il Predaia park.

## Sci d'erba
Il Passo Predaia ospita una delle tre piste in Italia omologate per la pratica dello sci d’erba. Dal 2023, le squadre nazionali italiane di questa disciplina scelgono regolarmente questa località per i loro allenamenti, grazie alle caratteristiche ottimali del tracciato: lunghezza adeguata, erba curata anche grazie al pascolo degli animali, e una pendenza ideale per la pratica di questo sport.

## Ciclismo
Dei due versanti che portano al passo, il più duro è certamente quello proveniente da Vervò che è stato inoltre coinvolto in una tappa del Giro del Trentino 2006, vinta da Stefano Garzelli.
Il versante affrontato parte dall'abitato di Tuenetto, per proseguire per Priò, Vervò, località Sores ed infine raggiungendo il passo. I chilometri di salita sono circa 10 con un dislivello di 750 m. Gli ultimi 3 km sono certamente i più impegnativi con una pendenza media dell'11%.

## Ristorazione e animali
Al Passo Predaia si trovano un ristorante e una fattoria che, durante la stagione estiva, lascia pascolare i propri animali sulle piste da sci. Questo metodo naturale contribuisce a mantenere il manto erboso curato, evitando l'uso di attrezzature inquinanti.

## Origine del nome
Il nome deriva da preda( un tipo di selce)